# Edvard Brandes
Carl Edvard Cohen Brandes (21. oktober 1847 i København – 20. december 1931 sammesteds) var en dansk politiker, kritiker, forfatter og kulturpersonlighed, bror til Ernst og Georg Brandes. Han blev student fra det von Westenske Institut i 1865.
Han blev i 1880 medlem af Folketinget for Venstre. I 1905 medstifter af Det Radikale Venstre og var finansminister 1909-1910 og 1913-1920. Han var dr. phil i østerlandsk filologi.

## Redaktør
Edvard Brandes var, sammen med Viggo Hørup, redaktør af Venstres blad "Morgenbladet" indtil 1883, men et opgør mellem et grundtvigiansk romantisk livssyn og et naturalistisk livssyn førte til, at de blev afsat. I 1884 var han med til at grundlægge dagbladet Politiken sammen med Hermann Bing og Viggo Hørup. Herfra førtes en politisk journalistik, der siden har givet Politiken rollen som Det Radikale Venstres avis. Storbyens radikale borgere og husmændene udskiltes fra Venstre og dannede Det Radikale Venstre i 1905. Med støtte fra Socialdemokratiet dannede Det Radikale Venstre i 1909 regering med Edvard Brandes som finansminister.

### Duel og fængsel
Som teaterkritiker på Politiken anmeldte Brandes i februar 1900 skuespilleren Robert Schybergs optræden i Holberg-stykket Gert Westphaler på Det Kongelige Teater meget hånligt, antydende at Schyberg havde gjort i bukserne.
Denne fornærmelse tog Schyberg meget ilde op, ikke mindst fordi han mente, at Brandes systematisk forfulgte Det Kongelige Teaters skuespillere som led i en radikal kamp mod den konservative kulturbastion. Han opsøgte Brandes på åben gade uden for Politiken og slog ham i ansigtet med ordene "Ved De at De er en Æsel!" Det udviklede sig til en art fægtekamp mellem den rasende Brandes, som kæmpede med sin paraply mod Schyberg, der for sin del fægtede med en kraftig stok, som han havde købt umiddelbart før episoden, og kampen førte så vidt, at paraplyen knækkede.
Som planlagt af Schyberg vakte optrinnet stor opsigt, og følgende hånede den konservative presse, i særdeleshed Forposten, Brandes for at være blevet pryglet offentligt ved flere lejligheder uden at kræve oprejsning ved en duel. At prygle dr. Brandes var åbenbart en ufarlig forlystelse, skrev bladet.
Brandes krævede, at teateret fyrede Schyberg, og teaterchefen, Grev Christian Conrad Sophus Danneskiold-Samsøe, forsøgte at få Schyberg til i det mindste at undskylde. Schyberg nægtede dog og skrev i stedet et hånligt indlæg om Brandes i Vort Land, hvilket teaterchefen takserede til 14 spilledages karantæne.
Til overraskelse for mange, ikke mindst Schyberg selv, var Brandes nu alligevel blevet så provokeret, at han udfordrede ham til duel. Brandes valgte, som udfordrer, at de skulle duellere på pistoler − hvilket utvivlsomt var klogt, eftersom Schyberg som kongelig skuespiller naturligvis havde modtaget fægtetræning.
Den 10. februar mødtes de til duel i Ermelunden, men de regler, som sekundanterne havde aftalt for duellen, tillod næppe duellanterne at tage ordentligt sigte før affyring, og ingen af skuddene ramte. De mediebevidste duellanter udsendte efterfølgende straks en pressemeddelelse om duellens forløb, men i stedet for at give oprejsning vakte historien stor latter i den københavnske offentlighed og førte blot til mere hån og opfindsomme pressehistorier om duellens komiske forløb − historier, som efterfølgende affødte højtidelige officielle dementier fra sekundanterne.
Da dueller længe havde været forbudt, resulterede historien i sidste ende i, at begge kamphaner blev idømt 14 dages hæfte. Brandes benyttede fængselsopholdet til at lære nederlandsk.

## Forfatter
Brandes var også en produktiv forfatter af skønlitteratur, fortrinsvis af skuespil. I 1899 udgav han dog romanen Det unge Blod som, da den kom frem, vakte forargelse i de mere konservative kredse. De forargelige passager er set med nutidens øjne temmelig uskyldige, men i det bornerte, victorianske samfund i slutningen af 1800-tallet var beskrivelser af en kvindes vellyst ved sex (både med sin mand, som hun ikke bryder sig om, på bryllupsnatten og senere i et sidespring) alt for direkte til at kunne tolereres. I en skrivelse fra justitsminsteriet nævnes det, at det specifikt var de forekommende steder på bogens side 92 og 129, som var for meget. Som et eksempel på de forargelige linjer citeres her fra s. 92: 
| Citat                   | Hendes Bryllupsnat - hun maatte tilstaa det, ikke uden en vis Selvlede - havde ikke været hende ubehagelig. Den stærke Attraa hos hendes Mand havde ikke været hende imod, da han bemægtigede sig hende. Hun havde følt en art Vellyst ved denne Mandsvilje. Selv om hun ikke havde gengældt hans Kærtegn, og ikke havde nydt den samme Lykke som han, saa havde hun behaget sig i at blive Kvinde. Hun var tilfreds med ingen Nysgærrighed mere at skulle nære - hun syntes, hun modnedes - blev helt sig selv, idet hun blev underkastet Menneskers højeste Drift. | Citat |
| Det unge Blod, s. 92-93 | |       |

Bogen blev beslaglagt, men diskussionen ved dens fremkomst havde allerede sikret den et stort salg, som cirkulerede rundt i samtidens læsekredse. Brandes blev tildelt en bøde på 200 kr og 20 dages hæfte.
Edvard Brandes' skuespil findes bevaret i Dramatisk Bibliotek på Det Kongelige Bibliotek. Brødrene Brandes korresponderede med August Strindberg, Oscar Levertin og en rad andre nordiske forfattere, Georg og Edv. Brandes' Brevveksling med nordiske Forfattere og Videnskabsmænd udkom i 8 bind 1939-42.

## Politiker
Brandes var folketingsmedlem for Langelandskredsen i 1880-1894. Han var medlem af Landstinget i 1906-1920 og 1920-1927. Desuden var han finansminister i 1909-1910 og 1913-1920. Som politiker havde han svært ved at underordne sig partidisciplin, og han optrådte delvist som løsgænger.
Ved en fest for Bjørnstjerne Bjørnson i efteråret 1878 satte Edvard Brandes Det litterære Venstre i forbindelse med den radikale fløj af Venstre. Indtil da havde Det litterære Venstre udelukkende været en kulturel retning. Hverken Brandes eller den litterære retning havde hidtil vist interesse for partipolitik.

### Folketingsmand
Hans valg til Folketinget i 1880 vakte stor opsigt. Det var nemlig første gang, at en jødisk fritænker blev valgt til Rigsdagen. Modstanderne kaldte ham for nationens og moralens fjende.
Brandes ville gerne opnå politiske resultater ved forhandling ved regeringspartiet Højre, men dette modsatte flertallet i hans parti sig. I 1892-1894 var han leder af Folketingets Venstre. I skuffelse over de manglende resultater forlod han politik i 1894.

### Landstingsmand og minister
Han blev igen politiker i 1906, da de Radikale i København valgte han til Landstinget. Frem til 1910 var han sit partis eneste medlem af det danske overhus. Han fandt sig hurtigt til rette i dette aristokratiske ting. Frikonservative landstingsmænd som grev Mogens Frijs og konsul Frederik Hey blev hans fortrolige. Brandes var ved at udvikle sig til dansk politiks grand old man.
Som finansmister havde han et tillidsfuldt samarbejde med den moderate politiker Niels Neergaard. Under Første Verdenskrig fik Brandes' gode forhold til kong Christian 10. stor betydning – både udenrigspolitisk og indenrigspolitisk.

### Politisk holdning
I sociale og økonomiske spørgsmål befandt Brandes sig på sit partis højrefløj. Han forholdt sig køligt ved Det Radikale Venstres stiftelse i 1905, og han var kritisk overfor partiets Odense-program.
Edvard Brandes følte sig knyttet til Det forenede Venstre, der havde eksisteret i 1870'erne. Han var kritisk over de fraktioner, der senere opstod i Venstre.
Christen Berg havde anbefalet valget af Brandes i 1880. Efter bruddet på Morgenbladet i 1883 var Brandes kritisk over for den bergske fløj af partiet. Brandes havde den samme modvilje overfor I.C. Christensens Vestrereformparti.